# Erika Jurinová
Erika Jurinová (* 31. srpna 1971, Trstená (okres Tvrdošín)) je slovenská regionální politička, jež se ve slovenských volbách do samosprávních územních celků v listopadu roku 2017 stala historicky vůbec první tzv. župankou, tj. předsedkyní Žilinského samosprávního kraje.

## Životopis
Po studiu na střední škole oděvní v Trenčíně vystudovala Vysokou školu strojní a textilní v Liberci (VŠST; dnešní TUL).

### Politická dráha
Ve slovenských parlamentních volbách v roce 2010 byla zvolena poslankyní Národní rady Slovenské republiky za stranu Sloboda a Solidarita (SaS), o dva roky později svůj mandát v předčasných parlamentních volbách do Národní rady Slovenské republiky obhájila, avšak tentokráte již za stranu Obyčejní lidé a nezávislé osobnosti (OĽaNO).
V listopadu roku 2017 se ucházela ve volbách do samosprávních územních celků o pozici předsedkyně Žilinského kraje, v nichž porazila se ziskem 81 868 odevzdaných hlasů (tj. 43,66 %) opětovně do funkce kandidujícího stávajícího župana Juraje Blanára z vládního SMERu.